# Elizabeth MacRae
Elizabeth MacRae (* 22. Februar 1936 in Columbia, South Carolina; † 27. Mai 2024 in Fayetteville, North Carolina) war eine US-amerikanische Schauspielerin. Ihre Schauspielkarriere begann in den 1950er Jahren mit Gastauftritten in Fernsehserien. In den 1960er und 1970er Jahren spielte sie häufig in Cowboy- und Krimi-Serien mit. Meist verkörperte den typisch weiblichen Charakter in Western- und Drama-Produktionen dieser Zeit.

## Leben und Karriere
Elizabeth MacRae wurde in Columbia, South Carolina geboren und wuchs in Fayetteville, North Carolina, auf. Sie studierte Schauspiel in New York City bei Uta Hagen am Herbert Berghof Studio und an der Art Student's League. Im Laufe ihrer Schauspielkarriere wirkte MacRae in mehreren Kinofilmen und in zahlreichen Fernsehsendungen mit. Zu ihren Filmrollen gehören Auftritte in Der Dialog von Francis Ford Coppola und in Tolle Nächte in Las Vegas, Eddie and the Cruisers II. Im Fernsehen spielte sie drei Staffeln lang die Freundin von Festus in der Western-Serie Rauchende Colts. Darüber hinaus hatte sie Gast- oder Co-Hauptrollen in mehr als 50 Fernsehserien, darunter Dr. Kimble auf der Flucht, Bezaubernde Jeannie, Die Leute von der Shiloh Ranch, Bonanza, General Hospital, Kojak.

### Privates
MacRae heiratete am 12. August 1955 Amos Morehead Stack, Jr. Die Dauer dieser Ehe und die Umstände der Auflösung sind nicht bekannt. Ihren zweiten Mann, den Hollywood-Schauspieler und Drehbuchautor Nedrick Young, heiratete sie 1965. Nach seinem Tod heiratete MacRae vier Jahre später den Wells Fargo-Manager Charles Day Halsey, Jr.
Am 27. Mai 2024 starb MacRae in ihrem Geburtsort Fayetteville. Drehbücher zu Fernsehsendungen, Filmen und Theaterstücken, in denen sie mitwirkte, befinden sich in der Sammlung der Wilson Special Collections Library der University of North Carolina at Chapel Hill.

### Filmografie
- 1961: Love in a Goldfish Bowl
- 1961: Everything's Ducky
- 1962: The Wild Westerners
- 1963: Wild is My Love
- 1963: Der Fuchs geht in die Falle (For Love or Money)
- 1974: Der Dialog (The Conversation)
- 1978: Tolle Nächte in Las Vegas (Alien Zone)
- 1989: Eddie and the Cruisers II: Eddie lebt! (Eddie and the Cruisers II: Eddie Lives!)

### Fernsehserien
- 1960:  Gnadenlose Stadt (Naked City)
- 1961: Maverick
- 1961/1962: Surfside 6
- 1962: 77 Sunset Strip
- 1962: Hawaiian Eye (Hawaiian Eye)
- 1962:  Die Unbestechlichen (The Untouchables)
- 1960–1964 Route 66
- 1962–1965: Rauchende Colts (Gunsmoke)
- 1963: Im Wilden Westen (Death Valley Days)
- 1964: Amos Burke (Burke's Law)
- 1964: Tausend Meilen Staub (Rawhide)
- 1964: Dr. Kimble auf der Flucht (The Fugitive)
- 1965: Die Leute von der Shiloh Ranch (The Virginian)
- 1965: Bezaubernde Jeannie (I Dream of Jeannie)
- 1967: The Andy Griffith Show
- 1968: Bonanza
- 1969–1970: General Hospital
- 1972: Mannix
- 1975: Petrocelli
- 1975: Einsatz in Manhattan (Kojak)
- 1976: Barnaby Jones
- 1977: Rhoda
- 1977: Zeit der Sehnsucht (Days of Our Lives)
- 1983–1984: Springfield Story (The Guiding Light)